# Silent Scream (chanson)
Pour les articles homonymes, voir Silent Scream.
Singles de Girl Next Door
Unmei no Shizuku ~Destiny's star~ / Hoshizora Keikaku
(2010) Dada Para!!
(2011)
Silent Scream est le 11esingle du groupe Girl Next Door sorti sous le label Avex Trax le 13 avril 2011 au Japon. Il atteint la 15e place du classement de l'Oricon. Il se vend à 5 716 exemplaires la première semaine et il reste 3 semaines dans le classement pour un total de 7 056 exemplaires vendus.
Silent Scream a été utilisé comme thème d'ouverture pour l'émission Happy Music sur NTV en février 2011, ainsi que comme thème de fermeture pour l'émission Yoasobi Mishimai de février à mars 2011. Silent Scream est présente sur l'album Destination.

## Liste des titres
Toutes les paroles sont écrites par Chisa et Kato Kenn.
| 1. | Silent Scream                | Suzuki Daisuke | 4:02 |
| 2. | fallin' angel                | Suzuki Daisuke | 4:27 |
| 3. | Orion (Gold Remix)           | Suzuki Daisuke | 5:24 |
| 4. | Silent Scream (Instrumental) | Suzuki Daisuke | 4:02 |
| 5. | Destination Digest           | Suzuki Daisuke | 4:55 |

| 1. | Silent Scream ~Short Movie~           |  |
| 2. | Silent Scream ~Short Movie~ (OFFSHOT) |  |